# Gaio Canuleio
Gaio Canuleio (in latino  Gaius Canuleius; ... – V secolo a.C.) è stato un politico romano, tribuno della plebe nel 445 a.C..

## Biografia
Gaio Canuleio, secondo il quarto libro di Livio, è stato tribuno della plebe nel 445 a.C. Presentò un disegno di legge che proponeva di consentire il matrimonio misto tra patrizi e plebei. Inoltre, con i suoi compagni tribuni, propose un altro disegno di legge che consentiva ai plebei di ricoprire la carica di console.
Nonostante la feroce opposizione dei patrizi, le sue leggi furono infine approvate quando i plebei iniziarono uno sciopero militare, rifiutando di difendere la città dai suoi vicini attaccanti. Questa legge, la Lex Canuleia, porta il suo nome.
L'accuratezza della descrizione che Livio fa a proposito del tribunato di Canuleio è messa in dubbio da alcuni studiosi moderni.